# Pocora
Pocora är en ort i Costa Rica.   Den ligger i provinsen Limón, i den centrala delen av landet, 60 km nordost om huvudstaden San José. Pocora ligger 99 meter över havet och antalet invånare är 5 248.
Terrängen runt Pocora är platt åt nordost, men åt sydväst är den kuperad. Runt Pocora är det ganska tätbefolkat, med 70 invånare per kvadratkilometer. Närmaste större samhälle är Siquirres, 13,5 km sydost om Pocora. I omgivningarna runt Pocora växer i huvudsak städsegrön lövskog.